# Distretto di Pucusana
Il distretto di Pucusana è un distretto del Perù che appartiene geograficamente e politicamente alla provincia e dipartimento di Lima. È ubicato a sud della capitale peruviana.

## Data di fondazione
22 gennaio del 1943

## Popolazione attuale
9.231 abitanti di cui il 58% sono donne e il 42% uomini

## Superficie
37.83 km²

## Distretti confinanti
Confina a nord con il distretto di Santa María del Mar, ad est con lei Provincia di Cañete, a sud e ad ovest con l'Oceano Pacifico.

## Sindaco (Alcalde)
Pedro Florián Huari (2011-2014)